# Otis Thorpe
Otis Henry Thorpe (* 5. August 1962 in Boynton Beach, Florida) ist ein ehemaliger US-amerikanischer Basketballspieler. Er spielte 14 Spielzeiten für verschiedene Teams der NBA, am erfolgreichsten von 1988 bis 1995 für die Houston Rockets; dort wurde er 1994 Meister und 1992 ins All-Star-Team des Westens gewählt.

## Laufbahn

### Jugend und College
Thorpe wurde als drittes von elf Geschwistern geboren; obwohl er lediglich 1,5 Jahre auf der High School Basketball gespielt hatte, war er die gesamten vier Jahre seiner College-Zeit am Providence College ein sehr erfolgreicher Rebounder. Er war bester Rebounder der Big East Conference in seinen beiden letzten College-Jahren 1982–84; in seinem letzten Jahr wurde ins All-Conference-Team der Big East gewählt und verpasste die Aufnahme ins All-American-Team als ehrenvoll erwähnter nur knapp.

### NBA
Nach dem College wurde Thorpe im NBA-Draft 1984 als insgesamt 9. Spieler von den Sacramento Kings, damals in Kansas City ansässig, ausgewählt. Bereits in seiner Debütsaison spielte er in jedem einzelnen Spiel, davon 23 als Starter, und machte insbesondere wegen seiner Wurfsicherheit auf sich aufmerksam; mit einer Trefferquote von genau 60 % war er drittsicherster Schütze der Liga, zudem verpasste er als Sechster der Abstimmung knapp die Aufnahme ins NBA All-Rookie Team. Sieben Spiele wegen einer Knieverletzung im Dezember 1985 sollten die letzten sein, die er bis 1992 verpassen sollte, 1986 bis zur Meisterschaft 1992 war er zudem in jedem einzelnen Spiel Startspieler.
Nach der Saison 1988 wechselte er nach Houston, wo er weiter Stammspieler blieb und sowohl mit seiner weiterhin hervorragenden Wurfquote glänzte in der Verteidigung die „Drecksarbeit“ für Hakeem Olajuwon zu erledigen hatte. Dennoch wurde er in der Mitte der Saison nach der ersten Meisterschaft der Rockets für Clyde Drexler an die Portland Trail Blazers getauscht.
Nach diesem Wechsel wurden die Leistungen Thorpes wechselhaft; in den letzten sieben Jahren seiner Karriere von 1995 bis 2001 spielte er für ebenso viele NBA-Teams. 1995 für Portland, 1996/97 für die Detroit Pistons, 1997/98 für die Vancouver Grizzlies und 1998 wechselte er gar zweimal innerhalb von drei Monaten das Team. Zuerst im Februar von Vancouver zu seinem alten Team den Sacramento Kings und im Mai dann weiter zu den Washington Wizards. 1999/2000 gehörte er zum Kader der Miami Heat, um nach der Saison 2000/01 bei den Charlotte Hornets seine Karriere zu beenden.

## NBA-Statistiken
Insgesamt gehört Thorpe mit 1257 Spielen (22.), einer Feldwurfquote von 54,6 % (17.) und insgesamt 3446 Offensive rebounds (14.) zu den Besten der NBA-Geschichte in diesen Kategorien. Seine insgesamt 4146 begangenen Fouls wurden bisher lediglich von neun Spielern übertroffen. Auch in den Listen für defensive Rebounds (6924 - 26.), Gesamtrebounds (10370 - 33.), erfolgreiche Feldwürfe (6872 - 68.), erfolgreiche Freiwürfe (3853 - 78.), Gesamtpunkte (17600 - 70.), sowie der Reboundquote pro Spiel (8,2 - 94.) gehört er jeweils zur Top 100.